# Jeremy Bentham élete és halála (Lost)
2009. február 18-án került először adásba az amerikai ABC csatornán a sorozat 92. részeként. Damon Lindelof és Carlton Cuse írta, és Jack Bender rendezte. Az epizód Locke centrikus.
|  | Alább a cselekmény részletei következnek! |

## Az előző részek tartalmából
Richard tudatja Locke-kal, csak úgy mentheti meg a Szigetet, ha visszahoz mindenkit, aki elment, ehhez pedig meg kell halnia. John a kút mélyébe való ereszkedés során egy váratlan időutazás következtében lezuhan, és eltöri lábát. Odalent találkozik Christian Shepharddel, akitől megtudja, ha mindenkit rábeszélt a visszatérésre, Eloise Hawking segít nekik visszajutni a Szigetre. Christian megerősíti, hogy a kopasznak a célja elérése érdekében meg kell halnia. Ez pedig meg is történik, John koporsóban fekszik.

## A folytatás: Sziget, ismeretlen időpont
A férfi, aki a reptéren részvétét fejezte ki Jacknek, belép egy irodába. Felkapcsol egy kis lámpát, majd kutatni kezd. Egy fiókból elővesz egy mappát, amiből Faraday jegyzetei kerülnek elő. A férfi észreveszi, hogy az íróasztal aljához egy shotgun van erősítve, így a fegyvert gyorsan el is teszi. Ekkor benyit egy nő, mi pedig megtudjuk az új szereplők neveit: a férfi Caesar, a nő pedig Ilana. Ilana megkérdezi Caesartól, mit rakott a táskájába. A férfi titkolja a fegyvert, ezért a nemrég talált elemlámpát dobja neki oda. Ilana elmondja, találtak egy öltönyt viselő férfit, aki a vízben állt. A páros ezt követően kilép az épületből, elsétálnak az Ajira 316-os járata mellett, ami a Többiek által épített kifutón landolt. Ebből kikövetkeztethetjük, hogy az utasok a kisebb szigetre kerültek, amin a Hidra is megtalálható. Ilana szerint az öltönyös nem volt a gépen, és nem is azok közé tartozik, akik eltűntek. A két túlélő hamarosan kiér a parti táborukba. A tűz közelében egy takaróba burkolózva ücsörög a rejtélyes férfi. Caesar bemutatkozik neki, és megkérdezi az ő nevét is. A férfi leveszi fejéről a takarót, ekkor már megismerhetjük őt. Közben kimondja a nevét is: John Locke.
Locke reggel a vízben ácsorogva nézi a nagy szigetet. Ilana odamegy hozzá, és ad neki egy mangót, aztán beszélgetni kezdenek. A nő John kérdésére elmondja, hogy a tutajokat, amikkel a többi túlélő foglalkozik, nem ők építették, hanem találták őket. Egyiket már elvitte a pilóta, amikor egy nővel elindultak az éjszaka közepén a másik szigetre. A kopasz megkérdezi, hogy van-e utaslista a gépen tartózkodókról, de Ilana erre nem tudja a választ, szerinte Caesar tud segíteni. A nő felhozza, hogy az utasok közül senki sem emlékszik Johnra. A férfi közli, neki sem rémlik, hogy a gépen lett volna, de azt sejti, hogy azért van öltönyben, mert abban akarták eltemetni. Ilana ezt nem érti, erre Locke felfedi, az utolsó dolog, amire emlékszik, az a halála.

## Flashback
John elforgatja a kereket, aztán pedig meghallja Christian utolsó, hozzá intézett mondatát, amiben megkéri, hogy adja át üdvözletét a fiának.

## Tunézia 2008
Locke Tunéziában ébred, ahol Ben is. Ő is hány egyet, majd alaposabban szemügyre veszi a tájat. Látja, hogy egy kamera figyeli, abból pedig egy kábel indul ki, ami a messzeségbe vezet. A szerkezet felé fordulva segítséget kér, majd visszahanyatlik a porba. Éjszaka fényt lát a közelben. Egy autó száguld el tőle nem messze, majd lekanyarodik feléje. A jármű pont előtte áll meg, kiszáll belőle néhány arab, felemelik a sérültet, a gépkocsi platójára rakják, aztán elhajtanak. Beviszik egy kórházba, ahol az orvos rögtön bead neki némi gyógyszert. John körülnéz, és megpillant egy ismerős, színes bőrű férfit a közelben. A doktor közben a szájába egy fa rudat helyez, és felszólítja a sebesültet, hogy harapjon rá. Addig ő letisztítja a nyílt törés környékét, s mikor ezzel végzett, a többi emberrel együttműködve a helyére rakja a törött csontot. A kopasz üvölt fájdalmában, de aztán hamar elalszik. Este Charles Widmore ébreszti őt fel. Közli, hogy 17 éves korában találkoztak utoljára, de Locke azóta semmit sem változott. A dobozos még mindig nem emlékszik, de mikor meghallja segítője nevét, rögtön tágra nyílnak szemei. Hamar megérti, hogy a sivatagi kamera is az övé volt, és az is kiderül, hogy az a hely a Sziget kijárata. Charles felfedi, félt attól, hogy Ben átveri Johnt, és száműzi a Szigetről, ahogy azt vele is tette annak idején. Kiderül, hogy Widmore a Többiek vezetője volt, 30 évig védték békésen a Szigetet, de aztán Linus elzavarta, ahogy ezt most a sérülttel is megtette. Locke tisztázza, hogy ő szabad akaratából jött el onnan. Charles először nem fogja fel, miért tenne ilyet, de aztán rájön a válaszra: azért, hogy visszavigye azokat, akik elhagyták a Szigetet. A kopasz először tagadja ezt, de miután megtudja, hogy az Oceanic Six tagjai már 3 éve élik hazugsággal teli életüket, és egy szót sem szóltak az igazságról, mégis elmondja, mi a küldetése. Widmore csak annyit mond, hogy ő minden tőle telhetőt megtesz, hogy a terv sikerüljön, mégpedig azért, mert háború készülődik, és ha a hazajutottak nem lesznek a Szigeten, mikor az kitör, a rossz oldal fog győzni.
Pár nap lábadozás után Charles átadja Locke-nak az útlevelét, amiben a Jeremy Bentham név szerepel. Felvilágosítja, hogy Bentham egy angol filozófus volt, és azért döntött ezen név mellett, mert John szülei is hasonló humorral adták gyereküknek ezt a nevet. Az új személyazonosság mellé a kopasz kap egy borítéknyi pénzt, egy nemzetközi hívásokra is használható telefont, amivel bármikor elérheti Widmore-t, valamint egy aktát, benne a Szigetet elhagyott személyek megfigyelési adatairól. Charles kijelenti, szeretné, ha nem derülne fény a kilétére, mivel az emberek nem gondolhatnak róla túl sok jót Benjamin hazugságai miatt. Locke megkérdezi, honnan tudhatná, hogy ő hazudik-e? Erre a válasz annyi, hogy Widmore Bennel ellentétben nem próbált meg vele végezni. John még mindig nem bízik a megmentőjében, mivel a zsoldosok és a hajónyi C4 megnehezíti döntését. Charles közli, mindezt azért tette, hogy eltávolíthassa Linust, és így John kerülhet hatalomra, akire a Szigetnek már régóta szüksége van. Locke nem érti, miért olyan különleges, s igazi választ nem is kap kérdésére. Közben megérkezett egy terepjáró, amit Widmore rendelt. A kopasz felhozza, hogy Richard szerint meg kell halnia. Erre Charles azt feleli, hogy ezt nem fogja engedni. Az autóból időközben kiszáll Matthew Abaddon, aki mint kiderült, John sofőrje és testőre lesz. A dobozos felismeri a színes bőrűt, de nem szól róla. Abaddon visszamegy a gépjárműhöz, és elővesz belőle egy tolókocsit. Nemsokára már az országúton haladnak. Matthew felajánlja, hogy bármiben segít, Locke-nak csak szólnia kell. Az újdonsült Bentham csak annyit kér, hogy ne szóljon hozzá. Végül a sofőr kérdésére elmondja, hogy először menjenek Santo Domingóba.

## Santo Domingo, Dominikai Köztársaság
Sayid egy építkezésen dolgozik, mikor megérkezik hozzá John. Az iraki nem is akar arról hallani, hogy visszatérnek a Szigetre, mivel Ben 2 évig azzal hitegette, hogy a bűntényeivel megvédi az ottmaradtakat. Locke próbál hatni Jarrah-ra, aki elmondja, hogy neki a szíve mélyén nem a Sziget van, hanem a már halott feleségével együtt töltött 9 hónap. A kopasz feladja a próbálkozást, de azért elérhetőségét meghagyja arra az esetre, ha Sayid meggondolná magát.

## New York, NY
A kocsiban ülve John megkéri Abaddont, hogy keresse meg neki Helen Norwoodot, egy régi ismerősét. A következő pillanatban csengetnek a kereszteződés túloldalán álló iskolában, Locke pedig segítséget kér, hogy kiszállhasson az autóból. A kapuból kilépő diákok között feltűnik Walt is, aki hamarosan észre is veszi rég látott barátját. Dawson nem lepődik meg a kopaszt látva, ennek pedig az oka az, hogy álmodott róla: azt látta, hogy John egy öltönyben áll a Szigeten, és emberek állják őt körbe, akik bántani akarják. A fiú az apja után kérdez, mire a tolószékes azt válaszolja, hogy legutóbbi információ alapján Michael egy, a Sziget közelében horgonyzó hajón volt. Walt tudni szeretné, miért látogatta meg őt Locke. A férfi némi hezitálás után elmondja, csak meg akart győződni róla, hogy jól van-e. Végül elbúcsúznak egymástól, Abaddon pedig visszasétál védencéért. John azzal indokolja azt, hogy nem akarja Dawsont visszavinni, hogy már így is sok dolgon ment keresztül. Matthew megjegyzi, eddig még senkit sem sikerült meggyőzni, holott mindenkinek vissza kell térnie. A dobozos szerint elég csak egyvalakit rábeszélni, őt majd követni fogják a többiek. Ezt a kis beszélgetést titokban más is figyelemmel követte a közelből: Benjamin Linus.

## Santa Rosa, CA
A következő, akit Locke meglátogat, Hurley. Hugo eleinte nem hiszi el, hogy régi barátja él, őt is csak egy szellemnek véli. Reyes megkérdezi az egyik ápolónőt, hogy tényleg egy tolószékes emberrel beszélget-e, és mikor megbizonyosodik róla, hogy igen, rögtön felpattan a meglepetéstől. John elmondja, mindenkinek vissza kell térnie a Szigetre. Hurley épp azt ecseteli, miért kivitelezhetetlen ez, mikor észreveszi Abaddont, aki már meglátogatta őt az Oceanic képviselőjének kiadva magát. A kopasz megnyugtatja, hogy vele van, nincs semmi baj, ez azonban nem használ. Hugo szerint Matthew gonosz, ezért azonnal odakiált egy nővérhez, hogy be akar menni az intézetbe, még Johnt is elzavarja. A kocsiban a színes bőrű azt javasolja, hogy inkább váltsanak taktikát, mert eddig eredménytelen volt minden beszélgetés. A dobozos megkérdezi sofőrét, mi is a munkája Widmore-nál. Abaddon emlékezteti, hogy ő volt Locke ápolója a kórházban, ahol rábeszélte, hogy menjen el a túrára. Mivel megfogadta tanácsát, a Szigeten kötött ki. Éppen ez a feladata: segít az embereknek eljutni oda, ahol lenniük kell.

## Los Angeles, CA
John következőként Kate-et látogatja meg, akinek a válasza egyértelmű „nem”. Közli, világosan megértette, miért kell visszamenniük, de akkor sem fogja megtenni. Locke szerint a nő nem törődik a Szigeten maradtakkal. Erre Austen ismerteti elméletét: szerinte a kopasz azért akart mindig is a Szigeten maradni, mert sosem volt szerelmes. A tolókocsis ezt megcáfolja, nagy vonalakban ismerteti Helennel való kapcsolatát, ami szerinte azért nem működött sokáig, mert dühös és megszállott volt. Kate szerint épp ezek miatt tart ott, ahol most. John eredmény nélkül távozik, majd a kocsinál megkérdezi Abaddont, megtalálta-e Helent. A férfi közli, még nem, mivel 3 év nagyon hosszú idő, az alatt bármi történhetett vele. Nevet változtathatott, megházasodhatott, elköltözhetett. Locke nem érti, hogy lehet az, hogy mindenki hamar megtalál, de egy költözés nehézséget jelent neki. Kijelenti, hogy Matthew a feladata értelmében köteles őt elvinni oda, ahol lenni akar, ő pedig Helennel akar lenni.

## Santa Monica, CA
Locke-ék egy temetőben vannak Helen sírjánál. Abaddon elmondja, a nő agyi aneurizmában halt meg. John szerint együtt lehettek volna, ám Matthew úgy véli, Norwood akkor is meghalt volna. Most ott van, ahol lennie kell, ahova az útja vezetett. A kopasz útja pedig a Szigetre vezet, akármi is történik vele. A tolószékben ülő szerint ez úgy hangzik, mintha elkerülhetetlen lenne. Erre a színes bőrű visszakérdez, hogy a Richard által megjósolt halál elkerülhetetlen, vagy választható-e. Locke úgy gondolja, senki sem akar meghalni, ám ez ügyben testőre véleményére is kíváncsi. Abaddon azzal az indokkal tagadja meg a választ, hogy ő csak egy sofőr. Pár perc múlva John már a kocsiban ül, Matthew pedig a tolószéket teszi el a csomagtartóba. Ahogy lezárja az ajtót, valaki meglövi őt. 3 találat után a férfi az autóra borul, a dobozos pedig előremászik, és elszáguld a járművel. Nem jut túl messzire, mert egy közeli kereszteződésben kétszer is karambolozik, ő maga pedig ájultan dől el a kormány mögött.
John egy kórházban tér magához, mellette a szakállat növesztő Jack ül, és szeretné tudni, mit keres a kopasz a külvilágban. A sebesült egyből a lényegre tér, kijelenti, vissza kell térniük a Szigetre, hogy segíthessenek a hátrahagyottaknak. A doki ironikusan megjegyzi, hogy ez a végzetük, Locke pedig kapva kap az alkalmon, és próbálja bebizonyítani, a sors akarata volt, hogy pont Shephard kórházába került. Közli, hogy azért akarták megölni, mert fontos, és nem akarják, hogy végrehajtsa tervét. Jack szerint Johnt csak áltatják azzal, hogy különleges, hiszen igazából csak egy öregember, aki egy szigetre zuhant. Miután ezt elmondta, a doki távozna is. Ám ekkor a kopasz utána szól, hogy az apja üdvözli. Shephard megfordul, és értetlenkedik a kijelentésen. Locke elmondja, hogy egy Christian nevezetű férfi utasította, hogy mozdítsa el a Szigetet és vigye vissza azokat, akik elhagyták azt. Arra is megkérte, hogy adja át üdvözletét a fiának, aki nem lehet Sayid és Hurley, így csak Jack maradt. A doki ezt nem hiszi el, hiszen az apja 3 éve meghalt Ausztráliában, ő maga tette koporsóba. John kijelenti, hogy csak Shephard tud segíteni neki, meg kell győzni a többieket is. Az orvosból kitör a düh, ráüvölt az ágyban fekvőre, hogy hagyja őket békén, nem különlegesek, és nem is fognak visszatérni.
John a hotelben megírja Jacknek szánt búcsúlevelét, majd egy borítékba helyezve belenyomkodja a zsebébe. Ezt követően arrébb húzza az asztalt, és egy zacskóból elővesz egy hosszú vezetéket. Egyik végét a radiátorhoz rögzíti, aztán betöri a plafon egy gyenge pontját. Átbújtatja a gerendán a kábelt, a másik végét pedig levágja, és egy hurkot formál belőle, amit a nyaka köré teker. A sírás kerülgeti, mikor lelépne az asztalról, ám ekkor valaki kopog az ajtón. Egy újabb kopogtatásnál már be is szól az illető az, a hangból ítélve Ben az. Végül betöri az ajtót, és meglátja, Locke éppen arra készül, hogy felakassza magát. Az utolsó pillanatban leállítja őt. A kopasz szeretné tudni, hogyan talált rá. Benjamin elmondja, figyeltet mindenkit, aki elhagyta a Szigetet, így azt is megtudta, ő hol lakik. John következőnek azt kérdezi, mit csinál nála, de Linus erre már nem ad választ, inkább próbálja nyugtatni a dobozost. Aztán rájön, hogy ha nem válaszol, akkor Locke lelép az asztalról, így kiböki, hogy csak meg akarja védeni. John rádöbben, Ben ölte meg Abaddont. Benjamin közli, azért tette, mert Widmore embere, és idővel megölte volna védencét. Szerinte Charles-nak az volt a terve, hogy összeszedi az Oceanic Six tagjait, így velük együtt visszatérhet a Szigetre, amit Linus épp miatta költöztetett el, hogy Locke vezethesse. Ben lassan közelít az asztalon álló férfihoz. Tudatja vele, hogy nagyon fontos ember, nem szabad, hogy bármi baj történjen vele. Johnból kitör a szomorúság, szerinte ő egy csődtömeg, akinek nem sikerült senkit se meggyőznie arról, hogy visszatérjenek. Ezek alapján a Szigetet sem tudná vezetni. Benjamin felvilágosítja, hogy Jack vett egy jegyet Sydney-be, tehát a kopasz mégis elérte, hogy higgyen neki, így a többieket is sikerülhet rábeszélni az utazásra. Linus letérdel Locke elé, és megkéri, szálljon le az asztalról, mert még sok dolga van, amit a Szigeten kell véghezvinnie. Miután ezt elmondta, kioldozza a vezeték radiátor felőli részét, és lesegíti az emelvényről a síró férfit. Biztatja, hogy beszéljenek Sunnal, talán őt könnyen rá lehet bírni a visszatérésre. John megjegyzi, hogy megígérte Jinnek, nem csábítja vissza a nőt férjével, hanem azt mondja neki, meghalt, és a testét partra mosta a víz. Ben elképed, hogy Kwon még életben van, mindazonáltal egyetért az ötlettel, hiszen szerinte az ígéret szent dolog. Locke-ot beülteti a székébe, s nekiáll felcsévélni a kábelt. Közben ismerteti elképzelését: összehívják a társaikat egy helyre, onnan pedig majd kitalálják, hogyan tovább. A kopasz tudatja vele, hogy van Los Angelesben egy Eloise Hawking nevű nő, aki segít majd nekik visszajutni. Linus a név hallatán visszakérdez, hogy biztos-e a névben, mivel ő ismeri az asszonyt. Miután megkapta a választ, John mögé sétál, s a kötélként használt vezetékkel fojtogatni kezdi. Locke küzd, de nem győzhet, kileheli lelkét. Benjamin munkához lát: visszahelyezi a kábelt a gerendára, majd a hurkot a dobozos nyakába húzza, mintha felakasztotta volna magát, egy rongy segítségével pedig eltünteti az ujjlenyomatait. Mikor mindennel végzett, magához veszi Jin jegygyűrűjét, s kilép az ajtón. A küszöbről még visszaszól: „Hiányozni fogsz John… Tényleg.”

## Sziget, ismeretlen időpont
Caesar a Hidra állomás logójával ellátott mappában lapozgat, mikor belép hozzá John, és elmondja, mit is jelent a szimbólum. Felfedi, hogy több mint 100 napot töltött a Szigeten, így elég sok dolgot tud az ottani dolgokról. Caesar kérdésére válaszolva közli, elhagyta a Szigetet, de hogy milyen módon jutott vissza, azt nem tudja. Caesar megemlíti, hogy egy dolgot ő sem ért: mikor a repülőn ült, és jött a vakító fény a hanggal együtt, néhány ember eltűnt. Locke szerint így már érthető, hogyan került vissza. Megkérdezi a férfit, hogy van-e utaslistájuk. Caesar közli, a pilóta magával vitte, de minden utas megvan, csak pár sérült is van köztük. Elmennek megnézni ezeket az embereket. A kopasz szeme megakad egyikükön. Közelebb sétál hozzá, és meglátja Ben vérfoltos fejét. Caesar megkérdezi, hogy ismeri-e. John igennel válaszol, és hozzáteszi azt is, hogy ő ölte meg.